# 최성현 (축구 선수)
최성현(1982년 5월 2일 ~ )은 대한민국의 축구 선수로서 포지션은 미드필더이다.
2005년 수원 삼성 블루윙즈에 입단, 2006년 광주 상무 불사조에서 2007년까지 뛰며 군복무를 마쳤다. 2008년엔 2군 선수로 뛰며 별 활약 없는 듯했으나, 2008년 9월 24일에 수원 월드컵 경기장에서 열린 경남 FC와의 K-리그 컵대회 경기에서 좋은 활약을 보이며 정규리그 경기에서도 출전을 많이 하며 좋은 활약을 보였다.
이후 2009년 12월 17일 박현범, 배기종과 함께 제주 유나이티드로 이적하였다. 제주에서는 2010년 4월 25일 한경기 뛴 이후 출장은 없다.
모델 송주와 결혼하며 1남이 있다.
2011년에 K리그 승부조작 사건에서 브로커 역할을 한 것으로 드러났고, 영구제명됐다.